# Liste des épisodes de Beyblade Burst
 (août 2019).
Si vous disposez d'ouvrages ou d'articles de référence ou si vous connaissez des sites web de qualité traitant du thème abordé ici, merci de compléter l'article en donnant les références utiles à sa vérifiabilité et en les liant à la section « Notes et références ».
Cet article présente la liste des épisodes de la série télévisée d'animation japonaise Beyblade Burst.

## Liste des épisodes
| Non. | Titre français | Première diffusion originale | Première diffusion dans les pays anglophones                                            |
| --- | --- | ---------------------------- | --------------------------------------------------------------------------------------- |
| 1 | Vas-y, Valtryek !, Iko ze! Varukirī !!, 行こうぜ!相棒(ヴァルキーリ) !!                                            | 4 avril 2016                 | 10 septembre 2016 (Canada), 5 décembre 2016 (Australie), 19 décembre 2016 (États-Unis)  |
| Valt Aoi, qui aime Beyblade, est invité à participer à un tournoi Beyblade par son ami Shu Kurenai. Dans le premier match du tournoi local, est-il possible de gagner Valt? | |                              |                                                                                         |
| 2 | Kerbeus: Chien de garde des Enfers !, Meikai pas Banken! Kerubeusu !!, 冥界の番犬!ケルベウス!!                    | 11 avril 2016                | 11 septembre 2016 (Canada), 6 décembre 2016 (Australie), 20 décembre 2016 (États-Unis)  |
| Valt est sorti vainqueur de son premier tour au tournoi local. Shu se trouve choqué que la bataille contre le patron a fini avec une finition Burst. Alors que Valt se passionne pour commencer sa formation intensive, il est invité par Nika Aoi et Tokonatsu Aoi pour voir un spectacle de marionnettes. Mais le contenu du spectacle de marionnettes était un peu inhabituel. Et, comme le deuxième tour du tournoi local commence, l'adversaire face à Valt est Kensuke Midorikawa, le contrôle Blader-marionnette. | |                              |                                                                                         |
| 3 | Paré au décollage ! Propulsion éclair !, Bakuretsu! Rasshu Shuto !!, 爆裂!ラッシュシュート!!                      | 18 avril 2016                | 17 septembre 2016 (Canada), 7 décembre 2016 (Australie), 21 décembre 2016 (États-Unis)  |
| Le match entre Valt et Kensuke atteint sa troisième bataille. Cependant, Valt est vaincue par ses nerfs et finit par tomber Valkyrie. Ceux qui comparaissent devant Valt pour ramasser son Valkyrie ne sont autres que les marionnettes de Kensuke, Ker et Beus et, à ce moment, Valt se souvient que...? Enfin, le match entre Valt et Kensuke conclut ! Qui est le gagnant ? | |                              |                                                                                         |
| 4 | Beyblade club: C'est parti !, Beiburēdo Kurabu wo Tsukuru ze!, ベイブレードクラブをつくるぜ!                      | 25 avril 2016                | 18 septembre 2016 (Canada), 8 décembre 2016 (Australie), 22 décembre 2016 (États-Unis)  |
| 5 | Dark Doomscizor !, Shinigami Kōrin! Shikkoku pas Desusaizā !!, 死神降臨!漆黒のデスサイザー!!                      | 2 mai 2016                   | 24 septembre 2016 (Canada), 9 décembre 2016 (Australie), 23 décembre 2016 (États-Unis)  |
| Le prochain adversaire de Valt, Daigo Kurogami, vient voir celui-ci, feignant d'être un admirateur de valt. Il gagne la confiance de Valt, encore très naif, le défie dans un combat et le sabote. En fait, Daigo voulait en apprendre plus sur son prochain adversaire, et il brise la toupie de Valt, pour le provoquer. Le geste de Daigo met Valt en colère et il en perd sa concentration. Entretemps, sa mère lui fait subir un entrainement spécial qui est surtout très avantageux pour elle, puisque valt fait des corvées. Et le match entre Daigo et Valt commence, celui-ci durera 13 manches, et Valt gagnera sur un K.O. explosif. | |                              |                                                                                         |
| 6 | Préparez-vous ! Cours intensif !, Taero! Kore ga Tokkun da !!, たえろ!これが特訓だ!!                              | 9 mai 2016                   | 25 septembre 2016 (Canada), 10 décembre 2016 (Australie), 24 décembre 2016 (États-Unis) |
| Dans le but de faire face à ses prochains adversaires, Valt veut suivre un entrainement intensif. Avec l'aide de Ken, Champion et Daigo, il découvre par erreur une nouvelle technique. Mais de leurs côtés, Shu et Wakiya Murasaki enchainent leurs combats et les victoires rapides. | |                              |                                                                                         |
| 7 | La propulsion Flash, c'est super rapide !, Chousoku! Furasshu Shuuto !!, 超速!フラッシュシュート!!                | 16 mai 2016                  | 1 octobre 2016 (Canada), 11 décembre 2016 (Australie), 26 décembre 2016 (États-Unis)    |
| Valt souffre de son incapacité à utiliser son mouvement spécial. Cependant, quelques conseils de Shu inspire Valt pour créer un nouveau mouvement spécial, donc il subit une formation spéciale. En outre, face à son prochain adversaire, l'intensité de la bataille met Valt dans une situation troublante... | |                              |                                                                                         |
| 8 | Un adversaire puissant ! Hyper Horusood !, Kyōteki! Tenku pas Horusūdo !!, 強敵!天空のホルスード!!                | 23 mai 2016                  | 2 octobre 2016 (Canada), 12 décembre 2016 (Australie), 27 décembre 2016 (États-Unis)    |
| En tentant d'améliorer sa technique nouvellement découverte, la Propulsion Flash, Valt et ses amis du Beyblade Club s'amusent. On voit ailleurs Hoji et Wakiya courir dans le parc, Hoji s'arrete pour aller aider Toko et Nika, les deux jumeaux, coincés dans un arbre. Plus tard on voit Hoji et Wakiya dans un gymnase, ce dernier demande à hoji de perdre son prochain combat(contre valt). Il le prend mal et va défier valt sur le toit de l'école, mais méfiants depuis que daigo a utilisé la technique d'affronter un adversaire avant un combat officiel pour en apprendre sur celui-ci, Daigo affronte Hoji, et finit par mordre la poussière face au vortex d'air de Horusood. Hoji avoue à valt ce que wakiya lui a dit, les deux bladers vont le voir, Wakiya comprend qu’il a mal formulé ses mots, finalement, les deux amis se pardonnent. | |                              |                                                                                         |
| 9 | Wyvron fait obstacle !, Tachihadakaru Waibān!, 立ちはだかる飛竜(ワイバーン)!                                      | 30 mai 2016                  | 26 novembre 2016 (Canada), 13 décembre 2016 (Australie), 28 décembre 2016 (États-Unis)  |
| À la suite de sa victoire contre Hoji en quarts de finale, Valt aide sa mère avec la livraison de pains pour la Famille Murasaki, en route pour la destination de la livraison, Valt tombe sur Orochi, un blader avec un talent particulier, qui est de prédire les K.O. explosifs avec son sens de l'audition surdévelloppé. Ce dernier aide la mère de Valt (et Valt) à se rendre au manoir des Murasaki. Arrivé à destination, le jeune blader croise Hoji, et ce dernier est surpris de voir Orochi ici. Wakiya, un blader très confiant que rien ne peut ébranler, défie Valt dans un combat, persuadé que sa victoire contre son ami Hoji n'était qu'un coup de chance. | |                              |                                                                                         |
| 10 | Arrête ton char et crois en Valtryek, Norikoero! Varukirī wo Shinjite !!, 乗り越えろ!相棒(ヴァルキリー)を信じて!! | 6 juin 2016                  | 3 décembre 2016 (Canada), 14 décembre 2016 (Australie), 29 décembre 2016 (États-Unis)   |
| À la suite de son humiliation face à Wild Wyvron, Valt sombre dans une rage et une peine qui le pousse à se négliger. Pour l'aider à le faire sortir de cette situation, Rantaro et Shu tentent de le consoler. Lorsqu'il regarde son petit frère et sa petite soeur jouer au beyblade avec un ami, Valt réalise que l'important, c'est de s'amuser peu importe la situation. Entretemps, Orochi croise Shu alors que celui-ci sort de l'hôpital. | |                              |                                                                                         |
| 11 | Le Désespoir de Spryzen !, Zetsubō pas Supurigan, 絶望のスプリガン                                                | 13 juin 2016                 | 10 décembre 2016 (Canada), 15 décembre 2016 (Australie), 30 décembre 2016 (États-Unis)  |
| Blessé à l'épaule à cause de son usage excessif pour tirer sur son lanceur, Shu à du mal à supporter la douleur. La rumeur court bientôt que celui-ci est blessé à l'épaule, ce qui inquiète Valt et les jumeaux, déterminé à prouver le contraire, Shu affronte valt et daigo dans un combat de toupies. Shu gagne les deux matchs avec facilité et le club en est soulagé. | |                              |                                                                                         |
| 12 | La menace du Bouclier Éjecteur, Kyoi pas Shīrudo Kurasshu!, 驚異のシールドクラッシュ!                             | 20 juin 2016                 | 17 décembre 2016 (Canada), 16 décembre 2016 (Australie), 31 décembre 2016 (États-Unis)  |
| Les demi-finales vont commencer, la première partie oppose Valt et Wakiya, et la seconde oppose Shu À Orochi Kinba mais Wakiya s'avère être un adversaire redoutable, incapable de surmonter le bouclier éjecteur de Wyvron, Valt tente le tout et parvient à placer sa propulsion flash. Le score est de un à un et Wakiya se fâche. | |                              |                                                                                         |
| 13 | Le test de Shu!, Shu no Shiren!, シュウの試練!                                                                    | 27 juin 2016                 | 17 décembre 2016 (Australie), 14 janvier 2017 (États-Unis)                              |
| Valt finit par vaincre Wakiya. mais pour Shu, une difficile épreuve l'attend : il doit vaincre Orochi dont la toupie s'appelle Omni Odax (type attaque) surmontant la douleur de son bras. Shu finit match nul avec lui. | |                              |                                                                                         |
| 14 | La combat qu'on s'est promis !, Chikai pas Batoru!, 誓いの決勝戦(バトル)!                                         | 4 juillet 2016               | 18 décembre 2016 (Australie), 21 janvier 2017 (États-Unis)                              |
| Les demi-finales sont terminées ; Valt affrontera Shu en finale. Mais Valt finit par apprendre la vérité sur son ami ; il doit arrêter le beyblade, sinon son état s'aggravera. Refusant de reculer, Shu fait savoir à Valt sa détermination. Les deux amis et rivaux se retrouveront en finale. | |                              |                                                                                         |
| 15 | Un combat féroce ! Valtryek contre Spryzen!, Gekitō! Varukirī VS Supurigan !!, 激闘!ヴァルキリーVSスプリガン!!    | 11 juillet 2016              | 19 décembre 2016 (Australie), 28 janvier 2017 (États-Unis)                              |
| le terrible combat oppose Shu à Valt. les deux rivaux se surpassent, et Valt inflige un ko explosif à Spryzen. Le combat est palpitant, mais Shu finit par vaincre valt. | |                              |                                                                                         |
| 16 | Cours collectif ! Méthode Shakadera !, Kyōgaku! Shakuenji Supesharu !!, 驚愕!灼炎寺スペシャル!!                   | 18 juillet 2016              | 20 décembre 2016 (Australie), 4 février 2017 (États-Unis)                               |
| La venue d'un nouveau blader, Xander Shakadera, des 4 prodiges, pousse Valt et la bande à venir au dojo de celui-ci. Valt découvre un endroit en pleine nature ou des blader suivent une méthode de combat spéciale : la méthode shakadera. A peine arrivé au dojo de Xander, Yugo, le bras droit de ce dernier, veut tester la puissance de Valt dans un combat beyblade. Le combat se déroule dans une arène bordée de pointes mortelles. Valt perd le 1er point, mais se rattrape dans le second combat. ayant vaincu Yegdrion, Valt s'apprête à affronter son rival d'enfance : Xander Shakadera. | |                              |                                                                                         |
| 17 | Xcalius de l'extrême, Gōketsu pas Ekusukaribā!, 豪傑のエクスカリバー!                                             | 25 juillet 2016              | 21 décembre 2016 (Australie), 11 février 2017 (États-Unis)                              |
| Valt affronte enfin Xander, son ami d'enfance. Sa toupie, Xeno Xcalius, se révèle terriblement puissante et Valt perd. Mais après un brunch bien mérité, Rantaro veut venger Valt et défie Xander. Le combat se termine rapidement.(Xander gagne). | |                              |                                                                                         |
| 18 | Le combat d'équipes : trop fastoche !, Moeru ze! Chimu Batoru !!, 燃えるぜ!チームバトル!!                         | 1 août 2016                  | 22 décembre 2016 (Australie), 18 février 2017 (États-Unis)                              |
| Xander invite le club de Valt à confronter le sien : les Swords Flames. un nouveau blader fait son apparition : Ukio Kibuki. | |                              |                                                                                         |
| 19 | Roktavor contre Unicrest, Ragunaruku VS Unikon!, ラグナルクVSユニコーン!                                          | 8 août 2016                  | 23 décembre 2016 (Australie), 25 février 2017 (États-Unis)                              |
| À la suite de la défaite de Doomscizors contre Unicrest, c'est Rantaro qui se lance. Le combat est serré mais Ukio l'emporte sur un coup de chance. Ken annonce à l'équipe qu'il partira dans une autre école, qui le force à quitter le groupe. | |                              |                                                                                         |
| 20 | Propulsion enchaînée, Tsunagero! Chen Shuto !!, 繋げろ!チェーンシュート!!                                         | 15 août 2016                 | 24 décembre 2016 (Australie), 4 mars 2017 (États-Unis)                                  |
| Ken affronte Yukio, Ken montre sa toute nouvelle technique, la Propulsion Enchaînée. Il gagne deux matchs d'affilée (contre Yukio et Yugo) le combat suivant l'opposera à Xander. | |                              |                                                                                         |
| 21 | Un combat entre amis, Yujo pas Batoru!, 友情のバトル!                                                             | 22 août 2016                 | 30 janvier 2017 (Australie), 11 mars 2017 (États-Unis)                                  |
| Ken perd contre Xander. C'est au tour de Valt de le venger. Mais alors que il se lance, Valtryek agit bizarrement, elle à du mal à se déplacer efficacement. Xander gagne finalement le match... | |                              |                                                                                         |
| 22 | L'éveil de Valtryek, Varukirī Kakusei !!, ヴァルキリー覚醒!!                                                      | 29 août 2016                 | 31 janvier 2017 (Australie), 18 mars 2017 (États-Unis)                                  |
| Ayant perdu son combat contre Xander, Valt est déterminé à trouver l'origine du problème de Valtryek. Shu lui explique que Valtryek est en train de s'éveiller. Valt enchaine les combats et ce jusqu'à ce qu'il réussisse à la faire éveiller. | |                              |                                                                                         |
| 23 | Doomscizor, le solitaire !, Kodoku pas Desusaizā, 孤独のデスサイーザ                                              | 5 septembre 2016             | 1 février 2017 (Australie), 25 mars 2017 (États-Unis)                                   |
| Le tournoi est lancé, Valt ayant triomphé de Ukio, c'est au tour de Daigo de livrer son combat contre Yugo. Mais il semble avoir peur et commence à perdre son sang-froid, typique de lui-même. Il pense à tricher pour gagner son combat. Sa personnalité sombre prend le dessus et lors du match, il aveugle son adversaire et Shu le remarque. Les deux ont une discussion : il va quitter le club. | |                              |                                                                                         |
| 24 | À pleine puissance, ça ne rigole pas !, Maji à Zenryoku !!, 本気(マジ)と全力!!                                    | 12 septembre 2016            | 2 février 2017 (Australie), 1er avril 2017 (États-Unis)                                 |
| Les demi-finales sont commencées, et les deux combats opposent des meilleurs amis : Valt doit affronter Rantaro et Wakiya doit affronter Hoji (celui-ci est très décidé à vaincre son rival une fois pour toutes). Dans le premier des deux combats, Rantaro prend l'avantage sur Valt. mais celui-ci pulvérise son ami avec une attaque surpuissante. Wakiya, de son côté, gagne en une seule frappe contre Hoji. | |                              |                                                                                         |
| 25 | Le blader masqué très mystérieux !, Nazo no Kamen Beiburēdo!, 謎のベイブレード仮面!                               | 19 septembre 2016            | 3 février 2017 (Australie)                                                              |
| Un mystérieux masqué blader fait son apparition : il s'agit d'un des 4 prodiges. Se faisant appeler le blader Masqué, il défie Hoji et Wakiya avec sa toupie Zillion Zeutron. Il s'appelle Zac. Il brise en une frappe horusood et élimine Wyvron rapidement. Il va ensuite défier Valt chez lui et le combat se termine quand Valt tombe dans un sommeil profond. | |                              |                                                                                         |
| 26 | Allez ! C'est parti !, Kimeru ze! Zenkoku Shutsujō !!, 決めるぜ!全国出場!!                                        | 26 septembre 2016            | 6 février 2017 (Australie)                                                              |
| A la veille de la finale du tournoi régional, Valt et Wakiya sont démoralisés. Rantaro et Hoji tentent de les calmer. C'est Valt qui commence et il affronte Orochi. Il perd le 1er point, mais contre toute attente, Daigo revient encourager Valt. Celui-ci reprend pulvérise Odax. Quant à Wakiya, il élimine Yegdrion en une frappe. À la fin, Shu et Wakiya intègrent le beyclub de Baigoma. | |                              |                                                                                         |
| 27 | Camp d'entrainement et déchiqueteuse !, Gasshuku da! Baikingu Sutajiamu !!, 合宿だ!バイキングスタジアム!!         | 3 octobre 2016               | TBA                                                                                     |
| 28 | Contre vents et rivières !, Yama da! Kawa da! Arashi no Daibōken !! (山だ!川だ!嵐の大冒険!!)                      | 10 octobre 2016              | TBA                                                                                     |
| 29 | Les yeux rivés sur le trophée !, Mezasu ze Nanaba Wan!, 目指すぜN ° 1!                                            | 17 octobre 2016              | TBA                                                                                     |
| 30 | Quetziko ! Le serpent ailé !, Hebi no Tsubasa! Ketsuarukatoru !!, 蛇の翼!ケツァルカトル!!                         | 24 octobre 2016              | TBA                                                                                     |
| 31 | Une leçon légendaire !, Amateriosu pas Michibiki, アマテリオスの導き                                              | 31 octobre 2016              | TBA                                                                                     |
| 32 | Force cyclonique !, Shōgeki pas Saikuron!, 衝撃のサイクロン!                                                      | 7 novembre 2016              | TBA                                                                                     |
| 33 | Les prédateurs sortent leurs crocs !, Bakuen! Daburu Inpakuto !!, 爆炎!ダブルインパクト!!                         | 14 novembre 2016             | TBA                                                                                     |
| 34 | Des flammes et des sabres !, Kiba o muku Bīsutsu!, 牙をむくビースツ!                                              | 21 novembre 2016             | TBA                                                                                     |
| 35 | Attaque primitive ! Beast Behtromoth !, Yaju! Bīsuto Behīmosu !!, 野獣!ビーストベヒーモス!!                       | 28 novembre 2016             | TBA                                                                                     |
| 36 | Des chasseurs prometteurs !, Ore tachi no Kesshōsen!, オレたちの決勝戦!                                           | 5 décembre 2016              | TBA                                                                                     |
| 37 | Prochaine étape, la finale, Raidoauto pas Kyoi!, ライドアウトの脅威!                                              | 12 décembre 2016             | TBA                                                                                     |
| 38 | On se bat jusqu'au bout ! Lost Luinor !, Shito! Ronginusu à pas Tatakai !!, 死闘!ロンギヌスとの戦い!!             | 19 décembre 2016             | TBA                                                                                     |
| 39 | Au sein du vortex de Lost spiral !, Bakuretsu! Desu Supairaru !!, 爆裂!デススパイラル!!                           | 26 décembre 2016             | TBA                                                                                     |
| 40 | Un pour tous et chacun pour soi !, Toru zeh! Zenkokuichi !!, とるぜっ!全国一!!                                    | 9 janvier 2017               | TBA                                                                                     |
| 41 | Le piège de Nepstrius !, Nepuchūn pas Wana, ネプチューンの罠                                                      | 16 janvier 2017              | TBA                                                                                     |
| 42 | Jumbo Jormuntor ! Le serpent venimeux !, Dokuhebi! Yorumungando !!, 毒蛇!ヨルムンガンド!!                         | 23 janvier 2017              | TBA                                                                                     |
| 43 | Propulsion ailée !, Shippu pas Jetto Shūto!, 疾風のジェットシュート!                                              | 30 janvier 2017              | TBA                                                                                     |
| 44 | Ça va rugir ! Le combat des prédateurs !, Hoero! Bīsuto Batoru !!, 吠えろ!ビーストバトル!!                        | 6 février 2017               | TBA                                                                                     |
| 45 | Spryzen contre Wyvron !, Supurigan VS Waibān!, スプリガンVSワイバーン!                                            | 13 février 2017              | TBA                                                                                     |
| 46 | Le combat vers la gloire ! Valt contre Xander !, Netto! Baruto VS Shaka !!, 熱闘!バルトVSシャカ!!                 | 20 février 2017              | TBA                                                                                     |
| 47 | Un combat de stars !, Suta ☆ Batoru !!, スター☆バトル!!                                                           | 27 février 2017              | TBA                                                                                     |
| 48 | La demi-finale : vitesse contre rotation !, Bakuten VS Bakuso !!, 爆転VS爆走!!                                    | 6 mars 2017                  | TBA                                                                                     |
| 49 | Une vieille rivalité : Lui affronte Shu !, Shitennou! Rui Shu VS !!, 四転皇!ルイVSシュウ!!                        | 13 mars 2017                 | TBA                                                                                     |
| 50 | Détrônons le roi !, Taosu ze! Zettai Oja !!, 倒すぜ!絶対王者!!                                                    | 20 mars 2017                 | TBA                                                                                     |
| 51 | Confrontation Finale ! Victory Valtryek !, Ike no za ki varukiry !!                                               | 27 mars 2017                 | TBA                                                                                     |

### Beyblade Burst Évolution
| No | Titre français                                   | Titre japonais                        | Titre japonais                          | Date de 1re diffusion |
| No | Titre français                                   | Kanji                                 | Rōmaji                                  | Date de 1re diffusion |
| --- | ------------------------------------------------ | ------------------------------------- | --------------------------------------- | --------------------- |
| 1 | Nouveau départ ! L'évolution de Valtryek !       | 世界へ！ヴァルキリー進化！！          | Sekai e ! Vu~arukirī shinka !           | 3 avril 2017          |
| Quelque temps après le tournoi national, Valt Aoi part en Espagne pour rejoindre le club de BC Sol. Malheureusement, il ne trouve pas l'arène du club. Sur son chemin, il croise Raul, un mécanicien de toupie, qui vit dans sa camionnette. Il prend Victory Valtryek et la modifie pendant toute la nuit. Il termine les modifications dans la nuit, Valtryek a évolué, Valt lui donne le nom de Genesis Valtryek. Il rencontre Kit, un jeune blader, envoyé par Chris Kuroda, la propriétaire du club de BC Sol. Mais alors qu'il se dirige vers l'arène de BC Sol, Valt croise un blader du nom de Silas Karlisle. Valt l'affronte, lui et sa toupie Kinetic Satomb. Silas remporte le 1er Round. Valt, essaie sa vielle technique, la propulsion éclair, mais, elle permet plutôt de déverrouiller une nouvelle technique, l'Attaque Bondissante. Grâce à celle ci, Valt vient à bout de Silas. Mais il se rend compte qu'il est en retard. Raul les conduit à l'arène de BC Sol. |                                                  |                                       |                                         |                       |
| 2 | L'Esprit Combatif ! Berserk Roktavor !           | 男魂！ブレイズラグナルク！！          | Otama ! Bureizuragunaruku !             | 10 avril 2017         |
| Valt est enfin arrivé à BC Sol, mais étant donné qu'il est en retard, il doit passer les tests pour être sélectionné. Durant les phases de sélections, Valt revoie son ami Champion (Rantaro Kiyama). Ce dernier est lui aussi là pour avoir une place dans l'équipe. Ces deux-là arrivent en finale. Rantaro, dévoile sa nouvelle toupie : Berserk Roktavor. Valt et Rantaro disputent la Finale. Rantaro réussi à remporter un point grâce à sa technique améliorée: l'Ultra Zone Roktavor. Mais Valt ne se décourage pas et finit par l'emporter grâce à son Attaque Bondissante. Valt à gagner sa place à BC Sol. Rantaro est déçu d'avoir perdu. Mais, Chris l'accepte également dans le club, grâce à ses performances, les deux amis sont à nouveau réunis. |                                                  |                                       |                                         |                       |
| 3 | Drain Fafnir, le Provocateur !                   | 衝撃！ドレインファブニル！！          | Shōgeki ! Doreinfabuniru !              | 17 avril 2017         |
| Valt et Rantaro ont réussi à être admis à BC Sol. Après une bonne nuit de sommeil, ils sont prêts à s'entraîner. Ils se rendent à l'arène pour s'entraîner. Rantaro et Valt sont dans l'équipe B. Pour pouvoir déterminer leurs places dans l'équipe, l'entraîneur de BC Sol: Trad, propose de se confronter à la meilleure blader. Mais, ce dernier arrive tout le temps en retard. Une fois de plus, il est très en retard, mais Chris lui fait entièrement confiance. Valt se demande, de qui s'agit-il ? Kit lui montre que c'est le meilleur blader du monde. Son nom est Free de La Hoya. Valt est le premier à l'affronter. Le combat est sur le point de commencer, mais Free ne sort pas son lanceur. Free lui explique qu'il n'en a pas besoin et que s'il lançait sa toupie avec un lanceur, ce serait beaucoup trop facile. Le combat commence, la toupie de Free, Drain Fafnir, n'a pas beaucoup d'endurance, et elle vacille. Valt lui porte plusieurs coups, mais au lieu de s'arrêter, Fafnir ne cesse de gagner en vitesse. Malheureusement pour Valt, le combat se termine sur la victoire de Free. Rantaro tente sa chance, mais c'est la même chose qu'avec Valt. Le lendemain, Chris annonce les bladers choisis pour le combat amical, contre les SoundBad United. Valt, Rantaro et Free ont été choisis. Il se révèle que les capitaines et le propriétaire de l'équipe adverse n'est autre que leur viel ami, Wakiya Murasaki. Il leur explique que la raison pour laquelle Chris les a choisis, c'est par sa demande. Dans son équipe, on retrouve également, Silas Karlisle. Le premier combat oppose, Wakiya face à Rantaro. Wakiya commence par leur présenter sa nouvelle toupie : Tempest Wyvron. |                                                  |                                       |                                         |                       |
| 4 | Tempest Wyvron, le Tourbillon !                  | 旋風！トルネードワイバーン！！        | Senpū ! Torunēdowaibān !                | 24 avril 2017         |
| La confrontation entre BC Sol et les SunBad United débute. Le premier combat oppose Wakiya contre Rantaro. Les deux amis lancent leurs toupies sans tarder. Tempest Wyvron réussit à prendre le centre avant Roktavor. Berserk Roktavor enchaîne les offensives, mais ça ne mène à rien. Il décide alors d'utiliser sa technique spéciale : Ultra Zone Roktavor. Ce coup envoie Wyvron au bord du stadium, mais cette dernière revient en force, en nous dévoilant sa nouvelle technique : Hyper Bouclier Ejecteur. Cette technique vient au bout de Roktavor. Wakiya remporte le premier combat. C'est maintenant au tour de Valt d'affronter Wakiya. Le premier Round se termine très vite grâce à l'Hyper Bouclier Ejecteur de Wyvron. Mais grâce à l'aide de Free, Valt revient dans la course et bat Wakiya grâce à son Attaque Bondissante. Le score est maintenant d'un partout. Du côté de BC Sol, c'est Valt qui s'avance et de l'autre c'est Silas Karlisle. Le combat va être mouvementé ! |                                                  |                                       |                                         |                       |
| 5 | Attaque Surprise ! Kinetic Satomb !              | 魔襲！クライスサタン！！              | Ma kasane ! Kuraisusatan !              | 1er mai 2017          |
| Valt s'avance de nouveau pour BC Sol, contre Silas pour les SunBad United. Valt gagne le premier combat grâce à son Attaque Bondissante qui expulse Kinetic Satomb hors du stadium. Silas change de main pour le lancement, il révèle qu il est gaucher, donc maintenant son lancer sera plus efficace. Théodore Glass débarque, c'est le propriétaire des Raging Bulls (Etats-Unis): équipe ou évolue Shu Kurenai. Il est la, pour recruter Free. Le 2e round a déjà commencé. Valt réutilise sa technique une nouvelle fois et une fois la toupie de Silas est renvoyé vers le bord du stadium. Elle est sur le point de sortir, mais Satomb change soudainement de trajectoire. Elle change plusieurs fois de trajectoire grâce à sa pointe de performance. Sa vitesse est au maximum. Satomb fonce à pleine vitesse sur Valtryek. La technique spéciale de Silas : La Boucle Cyclone, expulse Valtryek et la fait exploser. Cela fait 2-1 pour les SunBad United. Free s'avance enfin contre Silas. Comme à son habitude il lance sa toupie à la main. Fafnir absorbe l'énergie de Satomb, et gagne sans trop de difficulté. Le score est de nouveau à égalité. Wakiya s'avance sur la scène pour combattre. Tout le monde s'attend à voir Free, pour BC Sol. Mais Free décide d'envoyer Rantaro. Il lui dit que s'il perd encore une fois, alors il devra quitter BC Sol. Rantaro accepte ce défi. |                                                  |                                       |                                         |                       |
| 6 | Le Grand Chamboulement !                         | 激震！ＢＣソル！！                    | Gekishin ! BC soru !                    | 8 mai 2017            |
| La confrontation entre BC Sol et les SunBad United arrive à son point culminant. Rantaro s'avance contre Wakiya. Ayant déjà une fois perdu, contre Wakiya, ce dernier se moque de lui et se pensant gagnant, Wakiya n'a aucun intérêt dans ce combat. Mais à sa surprise, Rantaro après avoir perdu le 1er Round, écrase Wyvron au second, grâce à une stratégie que lui avait suggéré Free : s'appuyer sur ces points forts. Ainsi Rantaro à créer une nouvelle technique : La Propulsion Endurance. La victoire revient finalement à BC Sol. Rantaro est félicité par Valt. Quand Wakiya, Silas quittent leur équipe après cette défaite. Plusieurs jours se sont écoulés depuis la rencontre. Les membres de BC Sol sont prêts à s'entraîner. Mais, Trad annonce que quelqu'un voudrait entrer dans l'équipe, il faut donc lui faire passer un test. Ce n'est autre que Silas Karlisle qui veut rejoindre l'équipe. Il affronte d'abord Jungo, un des membres de l'équipe A de BC Sol. Il le bat en un éclair. Silas affronte alors, Rantaro. Ce dernier, ne fait long feu et perd contre Silas et Kinetic Satomb. Jungo est relégué à l'équipe B. Il quitte BC Sol, car il pense qu'il n'y a plus de place pour lui ici. BC Sol compte désormais, Silas Karlisle dans ses rangs. |                                                  |                                       |                                         |                       |
| 7 | En Route vers le Sommet !                        | 掴め！トップチーム！！                | Tsukame ! Toppuchīmu !                  | 15 mai 2017           |
| Une semaine s'est ecoulée depuis la victoire de BC Sol face au SunBad United. Jungo a quitté l'èquipe après sa relégation dans l'équipe B. |                                                  |                                       |                                         |                       |
| 8 | Ouverture de la Saison ! La Ligue Européenne !   | 開幕！ヨーロッパリーグ！！            | Kaimaku ! Yōropparīgu !                 | 22 mai 2017           |
| La ligue européenne va enfin commencer les adversaires de BcSol sont les TopOne d’Allemagne. Leur blader le plus fort fort s’appelle Cuza Ackermann. Sa toupie s’appelle Alter Cognite, de type équilibre et elle peut alterner entre un mouvement d’attaque ou d’endurance. Valt, Rantaro et Free son sélectionnés ainsi que Silas est le remplaçant. Cuza, venu rendre visite à El Astro, rencontre Valt et s’amusent ensemble. C’est un funambule et il se montre très enjoué et joyeux, comme Valt. Valt apprend une de ses pirouettes et essaie d’apprendre à jongler. Ils passent finalement une belle journée ensemble et une amitié est née. On peut voir Free discuter avec Théodore Glass avant le combat. Le propriétaire des Ragings Bulls lui dit qu’on dirait que le destin de BcSol repose sur ses épaules et également que c’est dommage de voir un tel talent dans une équipe sans aucun potentiel sans lui. Donc au premier combat, c’est Free qui est envoyé. Free sort son lanceur et explose rapidement la toupie adverse. Ensuite, Valt est envoyé et c’est Cuza qui l’affronte. Cuza choisit son mode ultra-attaque. On peut remarquer un petit changement dans la trajectoire de Valtryek, comme aux entraînements. Ça se conclut par un k.o. par dernier survivant simultané. Au deuxième combat, Cuza choisit son mode ultra-endurance et Cognite se dirige alors vers le centre. Valtryek la frappe et Cognite se dirige vers l’extrémité de l’arène quand elle rebondit sur la ligne extérieure et se pose sur la paroi de l’arène et tourne dessus en équilibre. Cuza appelle ceci la Propulsion Éternelle. Alors, sans adversaire sur lequel se jeter dessus, Valtryek se vide d’endurance et s’arrête. Au troisième combat, Cuza prend le mode ultra-attaque et refait la même chose sauf que là Cognite se déplace sur la paroi et finit par plonger à toute vitesse dans l’arène. Cuza appelle cela le Plongeon à la Corde Raide. Cognite frappe alors Valtryek par le bas et l’éjecte. Dans les airs, Valtryek explose. Valt perd alors le combat.                                                                       |                                                  |                                       |                                         |                       |
| 9 | Alter Cognite ! Le Métamorphe !                  | 時神！アルタークロノス！！            | Tokigami ! Arutākuronosu !              | 29 mai 2017           |
| 10 | L'Envol de Free !                                | バルトとフリー                        | Baruto to furī                          | 5 juin 2017           |
| 11 | BC Sol ! Une Equipe Divisée !                    | 崩壊！ＢＣソル！！                    | Hōkai ! BC soru !                       | 12 juin 2017          |
| 12 | Le Retour de Doomscizor !                        | 死神（デスサイザー）再臨！            | Shinigami (desusaizā) sairin !          | 19 juin 2017          |
| 13 | Faux Jumeaux ! Double Atteinte !                 | 双鎌！ダブルストライク！！            | Sō kama ! Daburusutoraiku !             | 26 juin 2017          |
| 14 | A l'attaque ! Maximus Garuda !                   | 蹴撃！マキシマムガルーダ！！          | Shūgeki ! Makishimamugarūda !           | 3 juillet 2017        |
| 15 | Ghasem ! Le Blader volant !                      | 鳥神闘士（ブレーダー）ガゼム！        | Torigami tōshi (burēdā) gazemu !        | 10 juillet 2017       |
| 16 | À la Recherche de Shu !                          | シュウを探せ                          | Shū o sagase                            | 17 juillet 2017       |
| 17 | L'ombre magique ! Le Snake Pit !                 | 魔境！スネークピット！！              | Makyō ! Sunēkupitto !                   | 24 juillet 2017       |
| 18 | Le labyrinthe souterrain !                       | 迷宮！ブラックダンジョン！！          | Meikyū ! Burakkudanjon !                | 31 juillet 2017       |
| 19 | Feu secret ! Oeil rouge !                        | 炎神！レッドアイ！！                  | Enshin ! Reddoai !                      | 7 août 2017           |
| 20 | Nouveaux Coéquipiers ! Nouveaux Rivaux !         | 爆進！ＢＣソル！！                    | Bakushin ! BC soru !                    | 14 août 2017          |
| 21 | Joshua contre les Ninjas de l'espace !           | ジョシュアＶＳ宇宙（スペース）忍者！  | Joshua VS uchū (supēsu) ninja !         | 21 août 2017          |
| 22 | Blast Jinnius, l'appel des Tempêtes !            | 嵐を呼ぶブラストジニウス！            | Arashi o yobu burasutojiniusu !         | 28 août 2017          |
| 23 | L'arène infinie ! Le défi de Raul !              | 挑戦！無限ベイスタジアム！！          | Chōsen ! Mugen beisutajiamu !           | 4 septembre 2017      |
| 24 | La ligue internationale ! On plante le décor     | 激動！ワールドリーグ！！              | Gekidō ! Wārudorīgu !                   | 11 septembre 2017     |
| 25 | La confrontation ! Surge Xcalius                 | 闘剣！ジークエクスカリバー！！        | Tou ken ! Jīkuekusukaribā! !            | 18 septembre 2017     |
| 26 | Redémarrage Genesis !                            | 爆裂！ゴッドリブート！！              | Bakuretsu ! Goddoribūto !               | 25 septembre 2017     |
| 27 | Les mondes entrent en collision ! Terre Natale ! | 東京バトル！レアルＶＳリオス！！      | Tōkyō batoru ! Rearu VS riosu !         | 2 octobre 2017        |
| 28 | Vampire ! Deep Caynox !                          | 吸血鬼！ディープカオス！！            | Kyūketsuki ! Dīpukaosu !                | 9 octobre 2017        |
| 29 | La Forteresse ! Shelter Regulus !                | 要塞！シェルターレグルス！！          | Yōsai ! Sherutāregurusu !               | 16 octobre 2017       |
| 30 | Confrontation ! Vers la finale !                 | 激突！決勝へのシュート！！            | Gekitotsu kesshō e no shūto !           | 23 octobre 2017       |
| 31 | Les 5 Maîtres ! La Percée !                      | 破れ！ビッグ５の壁！！                | Yabure ! Biggu 5 no kabe !              | 30 octobre 2017       |
| 32 | Sans égal ! Triple sabre !                       | 天下無双!トリプルインパクト!!         | Tenka musō ! Toripuruinpakuto !         | 6 novembre 2017       |
| 33 | La Finale de ligue internationale !              | 決勝!BCソル VS NYブルズ!!             | Kesshō ! BC soru VS NY Buruzu !         | 13 novembre 2017      |
| 34 | Pleine puissance ! Attaque bondissante !         | 全力!バウンドアタック!!               | Zenryoku ! Baundoatakku !               | 20 novembre 2017      |
| 35 | Sur le podium !                                  | 俺たちの決勝戦!                       | Oretachi no kesshōsen !                 | 27 novembre 2017      |
| 36 | Lùinor vs Spryzen                                | 決闘!ロンギヌスVSスプリガン!          | Kettō ! Ronginusu VS supurigan !        | 4 décembre 2017       |
| 37 | Le défi des champions !                          | いくぜっ!ゴッドブレーダーズカップ!!   | Iku ze ~tsu ! Goddoburēdāzukappu !      | 11 décembre 2017      |
| 38 | Le projet Requiem ! Spryzen se déchaîne !        | 凶機!スプリガンレクイエム!!           | Kyō-ki ! Supuriganrekuiemu !            | 18 décembre 2017      |
| 39 | L'empereur souterrain !                          | 地下バトル皇帝クルツ!                 | Chika batoru kōtei kurutsu !            | 25 décembre 2017      |
| 40 | Faites place à Boom Khalzar !                    | 暴君!ビートククルカン!!               | Bōkun ! Bītokukurukan !                 | 8 janvier 2018        |
| 41 | Marteau Colossus ! Twin Noctemis !               | 鉄槌!ツインネメシス!!                 | Tettsui ! Tsuin'nemeshisu !             | 15 janvier 2018       |
| 42 | Ça chauffe pour BC Sol !                         | 熾烈!BCソルの闘い!!                   | Shiretsu! BC Soru no Tatakai!!          | 22 janvier 2018       |
| 43 | Des rivaux chauffés à blanc !                    | 白熱!ライバル大激突!!                 | Hakunetsu! Raibaru Daigekitotsu!!       | 29 janvier 2018       |
| 44 | Une remarquable évolution ! Strike Valtryek !    | 超進化!ストライクゴッドヴァルキリー!! | Choushinka! Sutoraiku Goddo Varukirii!! | 5 février 2018        |
| Valt et ses amis de BcSol découvrent leurs nouveaux adversaires pour le 3e round. Silas sera opposé à Free, Cuza à Œil Rouge et Valt à Norman. Cuza affronte donc Oeil rouge et Valt bénéficie d’une nouvelle évolution de Valtryek grâce à Raul. Il peut maintenant utiliser le Genesis spécial de Raul et Genesis Valtryek devient Strike Valtryek. Mais il est lourdement handicapé avec l’impossibilité d’utiliser son attaque bondissante mais il découvre vite un nouveau coup destructeur : Fouet Genesis. Au premier combat, Norman esquive toutes les attaques de Valtryek avant d’exploiter la force de Valtryek devenue maintenant une faiblesse : les coups aux parois de l’arène et éjecte Valtryek. Alors, Valt utilise son Redémarrage Genesis pour se ré-stabiliser et pouvoir exploser Noctemis grâce à son nouveau coup. De son côté, Cuza a failli faire perdre Spryzen en endurance grâce à sa Propulsion Éternelle mais Shu se ressaisit grâce à sa technique de drainage d’énergie comme Fafnir. Il utilise finalement son coup Fouet Requiem pour en finir et exploser Cognite. Enfin, dans le combat de Silas contre Free, Silas tente une nouvelle technique qui consiste à lancer Satomb très faiblement pour drainer l’énergie de Fafnir. Il y parvient mais, dans un suspense complet, Fafnir tient plus que Satomb. Au deuxième combat, Silas re-tente la même technique mais cette fois, Fafnir n’arrête pas d’esquiver Satomb et on assiste alors à un véritable combat d’endurance sans le moindre choc! Le suspense est haletant et Silas qui perd ses nerfs dit à Free qu’il ne peut pas fuir éternellement. Free dit : « Oh, c’est une invitation? », alors Fafnir donne un minuscule coup à Satomb, au bout de leurs énergies et Satomb s’arrête tout doucement de tourner avant que Fafnir n’en fasse de même, encore une fois. Et le combat se termine donc sur ce petit score de deux à zéro par deux k.o. par dernier survivant. En ce qui concerne les autres rencontres, Kurtz a battu Boa, Joshua a battu Renwu et Lui a battu Xander. S’achève donc le troisième round de la Coupe Internationale Des Bladers. |                                                  |                                       |                                         |                       |
| 45 | Spryzen le destructeur !                         | 破壊神スプリガン!                     | Hakaishin Supurigan!                    | 12 février 2018       |
| 46 | Pas de limite ! Free contre Lui !                | 超限界!フリーVSルイ!!                 | Chougenkai! Furī VS Lui!!               | 19 février 2018       |
| 47 | À pleine puissance et gonflés à bloc !           | アルテイメットバトル!                 | Arutimetto Batoru!                      | 26 février 2018       |
| 48 | Un travail d'équipe pour les demi-finales !      | 友情!決定戦へのバトル!!               | Yūjou! Ketteisen he no Batoru!!         | 5 mars 2018           |
| 49 | Les quatre acharnés                              | 準決勝!宿命のバトル!!                 | Junkessho! Shukumei no Batoru!!         | 12 mars 2018          |
| 50 | Point de rupture !                               | 突入!最終決戦!!                       | Totsunyuu! Saishuu Kessen!!             | 19 mars 2018          |
| 51 | Le couronnement d'un Champion !                  | バルトVSシユウ!!                      | Baruto VS Shuu!!                        | 26 mars 2018          |
| Valt va-t-il gagner le combat contre Oeil Rouge ? |                                                  |                                       |                                         |                       |

### Beyblade Burst Turbo
| No | Titre français                                         | Titre japonais                             | Titre japonais                                 | Date de 1re diffusion |
| No | Titre français                                         | Kanji                                      | Rōmaji                                         | Date de 1re diffusion |
| --- | ------------------------------------------------------ | ------------------------------------------ | ---------------------------------------------- | --------------------- |
| 1 | Le défi turbo!                                         | これが超ゼツベイだ！！                     | Kore ga chō zetsubeida !                       | 2 avril 2018          |
| Valt Aoi, perdu dans la forêt veut rencontrer un certain Taïga Akabane. Il rencontre son fils, Aiger Akabane, qui le guide. Arrivé là-bas, Valt dit à Taïga que Raùl lui a parlé de la génération turbo et Valt veut faire évoluer Valtryek. Strike Valtryek évolue alors en Wonder Valtryek. En faisant son premier lancer, Aiger y assiste et fût alors émerveillé par la vitesse et la rotation des toupies Beyblade. Une fois Valt parti, Aiger demande à son père de lui fabriquer lui aussi un turbo toupie. Taïga refuse. Alors Aiger décide de fabriquer sa toupie lui-même. Mais il ne sait pas comment s’y prendre et n’y arrive pas. Alors arrive pour l’aider sa sœur cadette, Naru. Il choisit une toupie de type équilibre et la nomme Z Achilles car Achilles et son héros de la mythologie préféré. On peut entendre une discussion entre Taïga et la mère d’Aïga. Taïga lui dit qu’il a refusé de lui fabriquer une toupie car Aiger a une forte résonance avec les turbo toupies. Il dit qu’une trop forte résonance peut laisser la toupie emporter et contrôler le blader. Valt revient, de nouveau perdu dans la forêt et décide d’affronter Aiger. Le combat est extrêmement intense et les deux toupies s’envolent, Achilles plus haute que Valtryek. Au moment où Valtryek allait toucher le sol, Achilles explose. Valt a gagné. Aiger fût extrêmement frustré et triste et s’en alla, avec Achilles. Il se promit alors de devenir le meilleur blader du monde et détrôner Valt. |                                                        |                                            |                                                |                       |
| 2 | Achilles contre Forneus !                              | アキレスＶＳフォルネウス！！               | Akiresu VS foruneusu !                         | 9 avril 2018          |
| 3 | Le duel du soleil couchant !                           | 夕陽の決斗！！                             | Yūhi no kettō !                                | 16 avril 2018         |
| 4 | Frappe Z en plein dans le mille !                      | 決めろ！ゼットバスター！！                 | Kimero ! Zettobasutā !                         | 23 avril 2018         |
| 5 | Combat Turbo ! Valtryek contre Lúinor !                | 超ゼツ対決！ヴァルキリーＶＳロンギヌス！！ | Chō zetsu taiketsu ! Vu~arukirī VS ronginusu ! | 30 avril 2018         |
| 6 | Le chevalier de l'hiver, un combat royal !             | 白き暴君！バトルロイヤル！！               | Shiroki bōkun ! Batoruroiyaru !                | 7 mai 2018            |
| 7 | Le rideau se lève sur la Coupe Lúinor !                | 開幕！ロンギヌスカップ！！                 | Kaimaku ! Ronginusukappu !                     | 14 mai 2018           |
| 8 | La transformation de Heat Salamander !                 | 変幻！ヘルサラマンダー！！                 | Hengen ! Herusaramandā !                       | 21 mai 2018           |
| 9 | Le tourbillon de l'enfer                               | 火炎旋風ゲキリン！                         | Kaen senpū gekirin !                           | 28 mai 2018           |
| 10 | Achilles vs Roktavor !                                 | アキレスVSラグナルク！！                   | Akiresu VS Ragnaruku !!                        | 4 juin 2018           |
| 11 | Le combat de la trahison                               | 裏切りの激闘！                             | Uragiri no gekitō !                            | 11 juin 2018          |
| 12 | Archer Hercules ! En plein dans le mille !             | 豪腕！ヘラクレス！！                       | Gōwan ! Herakuresu !                           | 18 juin 2018          |
| 13 | Le dernier combat de la Coupe Lúinor !                 | 超ゼツ決勝戦！！                           | Chō zetsu kesshōsen !                          | 25 juin 2018          |
| 14 | Brutal Lúinor, le dragon furieux !                     | 暴竜！ブラッディロンギヌス！！             | Bōryū ! Buraddironginusu !                     | 2 juillet 2018        |
| 15 | L'épreuve du feu : vaincre Lui !                       | ルイを倒せ！！                             | Rui o taose !                                  | 9 juillet 2018        |
| 16 | Le croiseur de combat !                                | 大航海！バトルシップクルーズ！！           | Dai kōkai ! Batorushippukurūzu !               | 16 juillet 2018       |
| 17 | L'épée du héros légendaire !                           | 勇者と聖剣！！                             | Yūsha to seiken !                              | 23 juillet 2018       |
| 18 | Le vaisseau fantôme ! Aventures en haute mer !         | ユーレイ船の超ゼツバトル！                 | Yūrei-sen no chō zetsubatoru !                 | 30 juillet 2018       |
| 19 | Le Beyathlon                                           | 大激闘！ベイアスロン！！                   | Dai gekitō ! Beiasuron !                       | 6 août 2018           |
| 20 | Revive Phoenix s'enflamme !                            | 爆炎!リヴァイブフェニックス!!              | Bakuen! Rivaibu Fenikkusu!!                    | 13 août 2018          |
| 21 | L'heure de la coopération !                            | 共闘!タッグバトル!!                        | Kyōtō! Taggu Batoru!!                          | 20 août 2018          |
| 22 | Un combat en trois temps !                             | 怒涛の3ベイバトル!!                        | Dotō no san Bey Batoru!!                       | 27 août 2018          |
| 23 | Opération : protection des bey stars                   | 激戦!守れベイスター!!                      | Gekisen! Mamore Beisutā!!                      | 3 septembre 2018      |
| 24 | Achilles contre Xcalius !                              | 勇者（アキレス）VS勇者（エクスカリバー）!! | Akiresu VS Ekusukaribā!!                       | 10 septembre 2018     |
| 25 | Geist Fafnir, le super dragon !                        | 超竜!ガイストファブニル!!                  | Chōryū!! Gaisuto Fabuniru!!                    | 17 septembre 2018     |
| 26 | L'ultime traversée du croiseur de combat !             | 白熱（ヒートアップ）！バトルシップ！！     | Hīto Appu! Batorushippu!!                      | 24 septembre 2018     |
| 27 | En route pour la gloire !                              | 天下無双への道!                            |                                                | 1 Octobre 2018        |
| 28 | Valt contre Aiger !                                    | バルトVSアイガ!!                           |                                                | 8 Octobre 2018        |
| 29 | Hades le prince des ténèbres !                         | 冥界の魔王デッドハデス!                    |                                                | 15 Octobre 2018       |
| 30 | Un Autre Aiger !                                       | アイガ、荒ぶる!                            |                                                | 22 Octobre 2018       |
| 31 | Turbo Valtryek : la renaissance !                      | 新生!超Zヴァルキリー!!                     |                                                | 29 Octobre 2018       |
| 32 | La tour Dread, la citadelle des ténèbres !             | 魔城デッドグラン!!                         |                                                | 5 Novembre 2018       |
| 33 | Le piège de la tour Dread !                            | 戦慄!デッドグランの罠!!                    |                                                | 12 Novembre 2018      |
| 34 | Le secret des toupies fusionnées !                     | 合体ベイ!エクリプス!!                      |                                                | 19 Novembre 2018      |
| 35 | Turbo Spryzen, un cœur de flamme !                     | 炎神!超Zスプリガン!!                       |                                                | 26 Novembre 2018      |
| 36 | Les ténèbres intérieures                               | アイガ、闇との戦い!!                       |                                                | 3 Décembre 2018       |
| 37 | Crépucule sur la citadelle noire !                     | 超ゼツ激突!魔城の決戦!!                    |                                                | 10 Décembre 2018      |
| 38 | Turbo Achilles : la renaissance !                      | 爆裂誕生!超Zアキレス!!                     |                                                | 17 Décembre 2018      |
| 39 | La revanche d'Aiger, un lien inaltérable !             | アイガ、魂の再戦リベンジ!!                 |                                                | 24 Décembre 2018      |
| 40 | Air Knight, le maitre du vent !                        | 風の騎士エアナイト!                        |                                                | 7 Janvier 2019        |
| 41 | Hyde contre Phi !                                      | 魔王ハーツVS神ファイ!!                     | 14 Janvier 2019                                |                       |
| 42 | Un combat royal, les héros du Beyblade !               | バトルロイヤル!戦略大作戦!!                |                                                | 21 Janvier 2019       |
| 43 | Dread Phoenix, le seigneur de la destruction !         | 破壊神!デッドフェニックス!!                |                                                | 28 Janvier 2019       |
| 44 | Entrainement turbo au royaume de Xavier !              | 超ゼツ特訓、王国編!!                       |                                                | 4 Février 2019        |
| 45 | Entrainement turbo : mode survie dans la savane !      | 超ゼツ特訓、サバンナ編!!                   |                                                | 11 Février 2019       |
| 46 | Un affrontement aérien !                               | 飛べ!空中大決戦!!                          |                                                | 18 Février 2019       |
| 47 | L'esprit de feu contre le seigneur de la destruction ! | 炎神VS破壊神!!                             |                                                | 25 Février 2019       |
| 48 | Tous ensemble, le réveil turbo !                       | 俺たちのベイブレード!                      |                                                | 4 Mars 2019           |
| 49 | Aiger contre Phi !                                     | アイガVSファイ!!                           |                                                | 11 Mars 2019          |
| 50 | La turbo-résonance d'Aiger !                           | アイガ、超ゼツ共鳴!!                       |                                                | 18 Mars 2019          |
| 51 | Aiger contre Valt, amis et adversaires !               | 絆!アイガVSバルト!!                        |                                                | 25 Mars 2019          |

### Beyblade Burst Rise
| No | Titre français                  | Titre japonais                       | Titre japonais    | Date de 1re diffusion |
| No | Titre français                  | Kanji                                | Rōmaji            | Date de 1re diffusion |
| -- | ------------------------------- | ------------------------------------ | ----------------- | --------------------- |
| 1  |                                 | ガチだぜエースドラゴン!              |                   | 5 avril 2019          |
| 1  | イカすぜブシンアシュラ!         |                                      | 12 avril 2019     |                       |
| 2  |                                 | 魔ジカ!?ウィザードファブニル!!       |                   | 19 avril 2019         |
| 2  | 炎のグランドラゴン!             |                                      | 26 avril 2019     |                       |
| 3  |                                 | ドラゴンVSファブニル!                |                   | 3 mai 2019            |
| 3  | 爆速グランビート!               |                                      | 10 mai 2019       |                       |
| 4  |                                 | バルトに挑戦だーッ!                  |                   | 17 mai 2019           |
| 4  | 燃えろッベイカーニバル!         |                                      | 24 mai 2019       |                       |
| 5  |                                 | オールイン♠ジャッジメントジョーカー! |                   | 31 mai 2019           |
| 5  | ガチバトルだぜベスト4!          |                                      | 7 juin 2019       |                       |
| 6  |                                 | ガチVSトリック!                      |                   | 14 juin 2019          |
| 6  | 重鋼ツヴァイロンギヌス!         |                                      | 21 juin 2019      |                       |
| 7  |                                 | 決めるぜっガチシュート!              |                   | 28 juin 2019          |
| 7  | ガチンコ炸裂ゴールドターボ!     |                                      | 5 juillet 2019    |                       |
| 8  |                                 | ドラムVSデルタ!!                     |                   | 12 juillet 2019       |
| 8  | 悪魔のベイ、ディアボロス!       |                                      | 19 juillet 2019   |                       |
| 9  |                                 | 飛翔、ヘブンペガサス!                |                   | 26 juillet 2019       |
| 9  | 最凶アート、ドレッドバハムート! |                                      | 2 août 2019       |                       |
| 10 |                                 | 閃光、シャイニングクロス!            |                   | 9 août 2019           |
| 10 | 天然VS神の子!                   |                                      | 16 août 2019      |                       |
| 11 |                                 | 天空の戦い!                          |                   | 23 août 2019          |
| 11 | 出ろッ6!バトルジャーニー!!      |                                      | 30 août 2019      |                       |
| 12 |                                 | 回せ!進め!勝ち残れ!                  |                   | 6 septembre 2019      |
| 12 | 激突GT3!                        |                                      | 13 septembre 2019 |                       |
| 13 |                                 | アイガに挑戦だーッ!                  |                   | 20 septembre 2019     |
| 13 | ガチ!ドラムVSアイガ!!           |                                      | 27 septembre 2019 |                       |
| 14 |                                 | 煌け、オレのゴールドターボ!          |                   | 4 octobre 2019        |
| 14 | 超ゼツ!アイガVSデルタ!!         |                                      | 11 octobre 2019   |                       |
| 15 |                                 | 襲来!HELLの王・アーサー!!            |                   | 18 octobre 2019       |
| 15 | 終焉のベイ、アポカリプス!       |                                      | 25 octobre 2019   |                       |
| 16 |                                 | ガチ誕!インペリアルドラゴン!!        |                   | 1er novembre 2019     |
| 16 | 摩天楼ヘルタワーの戦い!         |                                      | 8 novembre 2019   |                       |
| 17 |                                 | ジェネシス発動!!                     |                   | 15 novembre 2019      |
| 17 | 逆襲のディアボロス!!            |                                      | 22 novembre 2019  |                       |
| 18 |                                 | ドラゴンVSアポカリプス!              |                   | 29 novembre 2019      |
| 18 | 破れるか!?無限ロックシステム!!  |                                      | 6 décembre 2019   |                       |
| 19 |                                 | 最高ドラゴンVS完全ジェネシス!        |                   | 13 décembre 2019      |
| 19 | 極光!スペリオルターボ!!         |                                      | 20 décembre 2019  |                       |
| 20 |                                 | 蘇れッディアボロス!!                 |                   | 27 décembre 2019      |
| 20 | 輝けッマスタースマッシュ!!      |                                      | 3 janvier 2020    |                       |
| 21 |                                 | 創世!ビッグバンジェネシス!!          |                   | 10 janvier 2020       |
| 21 | 超速!超転!超撃!                 |                                      | 17 janvier 2020   |                       |
| 22 |                                 | 光れッ武神アシュラ!                  |                   | 24 janvier 2020       |
| 22 | ガチ対決!wbba. VS HELL!!        |                                      | 31 janvier 2020   |                       |
| 23 |                                 | ドラゴン究極覚醒!!                   |                   | 7 février 2020        |
| 23 | 漆黒のドレッドジャイロ!         |                                      | 14 février 2020   |                       |
| 24 |                                 | ガチ激!タッグバトル!!                |                   | 21 février 2020       |
| 24 | 最強の方程式!!                  |                                      | 28 février 2020   |                       |
| 25 |                                 | 最ッ高のタッグバトル!!               |                   | 6 mars 2020           |
| 25 | これがビクトリーズだ!!          |                                      | 13 mars 2020      |                       |
| 26 |                                 | ガチ友情!マスタードラゴン!!          |                   | 20 mars 2020          |
| 26 | ガチンコ!ドラムVSグウィン!!     |                                      | 27 mars 2020      |                       |

### Beyblade Burst Surge
| No | Titre français                                    | Titre japonais                                   | Titre japonais | Date de 1re diffusion |
| No | Titre français                                    | Kanji                                            | Rōmaji         | Date de 1re diffusion |
| -- | ------------------------------------------------- | ------------------------------------------------ | -------------- | --------------------- |
| 1  | La révolution du Beyblade !                       | ベイブレード革命!!                               |                | 5 Octobre 2020        |
| 1  | La révolution du Beyblade !                       | 太陽のベイ!ハイペリオン&ヘリオス!!               |                | 5 Octobre 2020        |
| 2  | Accrochez-vous ! Propulsion Foudre !              | めざせッ スパーキングシュート!!                  |                | 12 Octobre 2020       |
| 2  | Accrochez-vous ! Propulsion Foudre !              | ラグナルクをぶっとばせ!!                         |                | 12 Octobre 2020       |
| 3  | La persévérance : une Frappe Colossale !          | 決めろッ キングストライク!                       |                | 19 Octobre 2020       |
| 3  | La persévérance : une Frappe Colossale !          | 挑戦だッ カースサタン!                           |                | 19 Octobre 2020       |
| 4  | Écoute la voix de ta toupie !                     | ベイの声を聞くんだッ!                            |                | 26 Octobre 2020       |
| 4  | Écoute la voix de ta toupie !                     | 怪物フリー・デラホーヤ登場                       |                | 26 Octobre 2020       |
| 5  | Mirage Fafnir, le dragon illusoire !              | 幻竜げきりゅう!ミラージュファブニル!!            |                | 2 Novembre 2020       |
| 5  | Mirage Fafnir, le dragon illusoire !              | 攻撃NG!?攻撃NG!!                                 |                | 2 Novembre 2020       |
| 6  | Combats en duo et équipes de rêves !              | 夢のタッグバトル!!                               |                | 9 Novembre 2020       |
| 6  | Combats en duo et équipes de rêves !              | 白鷺城×鬼ヶ島!                                   |                | 9 Novembre 2020       |
| 7  | À la conquête du donjon de l'ogre !               | 攻略せよッ 鬼ダンジョン!!                        |                | 16 Novembre 2020      |
| 7  | À la conquête du donjon de l'ogre !               | 激嵐げきらん!レイジロンギヌス!!                  |                | 16 Novembre 2020      |
| 8  | Vex Lucius, le soleil d'un noir de jais !         | 漆黒の太陽!バリアントルシファー!!                |                | 23 Novembre 2020      |
| 8  | Vex Lucius, le soleil d'un noir de jais !         | 結界!バリアントウォール!!                        |                | 23 Novembre 2020      |
| 9  | Est-ce un rêve ? Ou un cauchemar ?                | 天国!?地獄!!                                     |                | 30 Novembre 2020      |
| 9  | Est-ce un rêve ? Ou un cauchemar ?                | ガチが来たッ!!                                   |                | 30 Novembre 2020      |
| 10 | Triumph Dragon, en route vers la victoire !       | 嵐竜らんりゅう!テンペストドラゴン!!              |                | 7 Décembre 2020       |
| 10 | Triumph Dragon, en route vers la victoire !       | 暴虐の炎フレアレーン!!                           |                | 7 Décembre 2020       |
| 11 | Le Festival des Légendes : la grande révolution ! | 革命激震!!レジェンドフェスティバル!!             |                | 14 Décembre 2020      |
| 11 | Le Festival des Légendes : la grande révolution ! | 超ゼツ!インフィニットアキレス!!                  |                | 14 Décembre 2020      |
| 12 | Hyuga et Lain contre Hikaru et Aiger !            | ヒュウガ＆レーンVSヒカル＆アイガ!!               |                | 21 Décembre 2020      |
| 12 | Hyuga et Lain contre Hikaru et Aiger !            | 友情の神ゴッドバトル!                            |                | 21 Décembre 2020      |
| 13 | Le héros des combats en duo !                     | 漢おとこのタッグバトル!                          |                | 28 Décembre 2020      |
| 13 | Le héros des combats en duo !                     | ガチVS超ゼツ!!                                   |                | 28 Décembre 2020      |
| 14 | Tout pour la victoire !                           | 勝ちぬけッ ギュギュギューン!                     |                | 4 Janvier 2021        |
| 14 | Tout pour la victoire !                           | 最強無敵VS新世代!!                               |                | 4 Janvier 2021        |
| 15 | Comment vaincre Valt ?                            | バルトを倒せ!!                                   |                | 11 Janvier 2021       |
| 15 | Comment vaincre Valt ?                            | 爆炎の死闘バトル!!                               |                | 11 Janvier 2021       |
| 16 | La grande finale ! Valt contre Lain !             | 決勝!バルトVSレーン!!                            |                | 18 Janvier 2021       |
| 16 | La grande finale ! Valt contre Lain !             | 限界突破リミットブレイク!ハイペリオン&ヘリオス!! |                | 18 Janvier 2021       |
| 17 | World Spryzen ! Une volonté de feu !              | 紅蓮の鬼神!ワールドスプリガン!!                  |                | 25 Janvier 2021       |
| 17 | World Spryzen ! Une volonté de feu !              | タッグ対決!バルト&シュウ!!                       |                | 25 Janvier 2021       |
| 18 | La contre-attaque de Lucius Endbringer !          | 逆襲のルシファージエンド!!                       |                | 1 Février 2021        |
| 18 | La contre-attaque de Lucius Endbringer !          | 電脳!ベイブレードバーチャル!!                    |                | 1 Février 2021        |
| 19 | Combats en duo : des équipes formidables !        | 最高のタッグパートナー!!                         |                | 8 Février 2021        |
| 19 | Combats en duo : des équipes formidables !        | 開幕!レジェンドスーパータッグリーグ!!            |                | 8 Février 2021        |
| 20 | Un combat enragé pour vaincre la tempête !        | 攻略!アルティメットストーム!!                    |                | 15 Février 2021       |
| 20 | Un combat enragé pour vaincre la tempête !        | 衝突!それぞれの絆!!                              |                | 15 Février 2021       |
| 21 | L'explosion du combat des légendes !              | 白熱のレジェンドバトル!                          |                | 22 Février 2021       |
| 21 | L'explosion du combat des légendes !              | 燃やせ炎フレア!ピターーッ!!                      |                | 22 Février 2021       |
| 22 | Un tir ami ?! Rupture de Limite Finale !          | 同士討ち!?リミットブレイクジエンド!!             |                | 1 Mars 2021           |
| 22 | Un tir ami ?! Rupture de Limite Finale !          | 限界特訓!ジェットワイバーン!!                    |                | 1 Mars 2021           |
| 23 | Combat acharné et bravoure sans merci !           | 灼熱!漢気おとこぎ!ガチバトル!                    |                | 8 Mars 2021           |
| 23 | Combat acharné et bravoure sans merci !           | 狂嵐きょうらん!レイジングテンペスト!!            |                | 8 Mars 2021           |
| 24 | Y arriver ou non, telle est la question !         | ピターーッができない!!                           |                | 15 Mars 2021          |
| 24 | Y arriver ou non, telle est la question !         | ベイの絆!!                                       |                | 15 Mars 2021          |
| 25 | Confiance, insouciance et couardise !             | 強気!弱気?ノー天気!?                             |                | 22 Mars 2021          |
| 25 | Confiance, insouciance et couardise !             | 超えろ!レジェンドの壁!!                          |                | 22 Mars 2021          |
| 26 | Révolution ! L'ultime affrontement                | 革命だ!最終決戦!!                                |                | 29 Mars 2021          |
| 26 | Révolution ! L'ultime affrontement                | 限界突破!俺たちの太陽フレア!!                    |                | 29 Mars 2021          |

### Beyblade Burst QuadDrive
| No | Titre français                                           | Titre japonais                            | Titre japonais | Date de 1re diffusion |
| No | Titre français                                           | Kanji                                     | Rōmaji         | Date de 1re diffusion |
| -- | -------------------------------------------------------- | ----------------------------------------- | -------------- | --------------------- |
| 1  | Le Prince des Ténèbres et Destruction Belfyre !          | 魔王!ダイナマイトベリアル!!               |                | 2 Avril 2021          |
| 1  | Le Prince des Ténèbres et Destruction Belfyre !          | 魔王ベリアルVS絶対王者ロンギヌス          |                | 2 Avril 2021          |
| 2  | Le Passage Fantôme : le Cimetière des Toupies !          | ベイの墓場!魔界の門!!                     |                | 9 Avril 2021          |
| 2  | Le Passage Fantôme : le Cimetière des Toupies !          | 疾風怒濤!サイクロンラグナルク!!           |                | 16 Avril 2021         |
| 3  | Changement de mode ! De bas en haut !                    | モードチェンジ!ハイ&ロー!!                |                | 23 Avril 2021         |
| 3  | Changement de mode ! De bas en haut !                    | ライバルとアミーゴ!!                      |                | 30 Avril 2021         |
| 4  | Le théâtre de l'abysse : Bel contre Valt !               | 魔界劇場!ベルVSバルト!!                   |                | 7 Mai 2021            |
| 4  | Le théâtre de l'abysse : Bel contre Valt !               | 逆襲!ダイナマイトボンバー!!               |                | 14 Mai 2021           |
| 5  | Jusqu'au ciel, pour dominer le monde !                   | 魔王ッ世界に翔ぶ!!                        |                | 21 Mai 2021           |
| 5  | Jusqu'au ciel, pour dominer le monde !                   | 孤高のパニッシュファブニル!!              |                | 28 Mai 2021           |
| 6  | L'autre Valtryek !                                       | もうひとつのヴァルキリー!!                |                | 4 Juin 2021           |
| 6  | L'autre Valtryek !                                       | 改造強化バージョンアップベリアル!!        |                | 11 Juin 2021          |
| 7  | Retournement de situation ! Belfyre contre Fafnir !      | 逆転作戦!ベリアルVSファブニル!!           |                | 18 Juin 2021          |
| 7  | Retournement de situation ! Belfyre contre Fafnir !      | 爆剣!セイバーヴァルキリー!!               |                | 25 Juin 2021          |
| 8  | Roar Balkesh, le rugissement du dragon !                 | 邪竜の咆哮、ロアバハムート!               |                | 2 Juillet 2021        |
| 8  | Roar Balkesh, le rugissement du dragon !                 | 激突覚醒!ヴァルキリーVSヴァルキリー!!     |                | 9 Juillet 2021        |
| 9  | On décolle ! Le grand voyage aérien !                    | 空飛ぶ爆裂ダイナマイトバトルツアー!       |                | 16 Juillet 2021       |
| 9  | On décolle ! Le grand voyage aérien !                    | 聖地激震!米駒学園の闘い!!                 |                | 23 Juillet 2021       |
| 10 | Collision frontale ! Bel contre Rashad !                 | 新星激突!ベルVSラシャド!!                 |                | 30 Juillet 2021       |
| 10 | Collision frontale ! Bel contre Rashad !                 | 紅の超星アストラルスプリガン!!            |                | 6 Août 2021           |
| 11 | Le Prince des Ténèbres frappe encore ! Bel contre Free ! | 魔王襲撃!ベルVSフリー!!                   |                | 13 Août 2021          |
| 11 | Le Prince des Ténèbres frappe encore ! Bel contre Free ! | 鬼ヶ島、バトルロイヤル!!                  |                | 20 Août 2021          |
| 12 | Prince des Ténèbres un jour, serviteur le lendemain !    | 魔王、召使いになる!!                      |                | 27 Août 2021          |
| 12 | Prince des Ténèbres un jour, serviteur le lendemain !    | 真紅の舞!マグマイフリート!!               |                | 3 Septembre 2021      |
| 13 | Guilty Lúinor, le chevalier des dragons !                | 八竜やりゅうの暴君!ギルティロンギヌス!!   |                | 10 Septembre 2021     |
| 13 | Guilty Lúinor, le chevalier des dragons !                | 鬼ヶ島頂上決闘バトル!!                    |                | 17 Septembre 2021     |
| 14 | Le Grand Voyage Aérien revient sur terre !               | 浮かれ魔王の大進撃!                       |                | 24 Septembre 2021     |
| 14 | Le Grand Voyage Aérien revient sur terre !               | 空中決戦!ダイナマイトバトル!!             |                | 1 Octobre 2021        |
| 15 | Devastate Belfyre, le retour du Prince des Ténèbres!     | 魔王復活!デンジャラスベリアル!!           |                | 8 Octobre 2021        |
| 15 | Devastate Belfyre, le retour du Prince des Ténèbres!     | 光の覇王降臨!!                            |                | 15 Octobre 2021       |
| 16 | Glory Regnar, un cercle de lumière !                     | 光輪!グレイテストラファエル!!             |                | 22 Octobre 2021       |
| 16 | Glory Regnar, un cercle de lumière !                     | 魔王VS覇王!最強チーム決定戦!!             |                | 29 Octobre 2021       |
| 17 | On inverse, on inverse ! La géniale contre-attaque !     | 逆転!逆転!!大逆襲!!!                      |                | 5 Novembre 2021       |
| 17 | On inverse, on inverse ! La géniale contre-attaque !     | 3rd ROUND!総力戦バトルロイヤル!!          |                | 12 Novembre 2021      |
| 18 | Chacun pour soi ! Le Prince des Ténèbres se fâche !      | 魔王、チーム脱退!?                        |                | 19 Novembre 2021      |
| 18 | Chacun pour soi ! Le Prince des Ténèbres se fâche !      | 燃えるぜッ!下剋上バトル!!                 |                | 26 Novembre 2021      |
| 19 | La colère de Regnar ! Le Pendule de Gloire !             | 激怒!振り子地獄グレイテストペンデュラム!! |                | 3 Décembre 2021       |
| 19 | La colère de Regnar ! Le Pendule de Gloire !             | 究極の絆!アルティメットヴァルキリー!!     |                | 10 Décembre 2021      |
| 20 | Ruses, tactiques et panique à bord !                     | 暴走パニック!フルカスタムベイランチャー!! |                | 17 Décembre 2021      |
| 20 | Ruses, tactiques et panique à bord !                     | ハイ&ロー!ハイブリッドスタジアム!!        |                | 24 Décembre 2021      |
| 21 | Les flammes écarlates de Prominence Phoenix !            | 不死鳥!プロミネンスフェニックス!!         |                | 31 Décembre 2021      |
| 21 | Les flammes écarlates de Prominence Phoenix !            | デンジャラス!爆裂突破なのだ!!             |                | 7 Janvier 2022        |
| 22 | La fureur écarlate ! Secousse Proéminente !              | 紅蓮乱舞!プロミネンスシェイカー!!         |                | 14 Janvier 2022       |
| 22 | La fureur écarlate ! Secousse Proéminente !              | 憎しみのシールドトラップ!!                |                | 21 Janvier 2022       |
| 23 | Quand vient l'aurore ! La chasse au Phoenix !            | 完全パーフェクトギア!不死鳥を追え!!       |                | 28 Janvier 2022       |
| 23 | Quand vient l'aurore ! La chasse au Phoenix !            | 灼熱!覇王との死闘バトル!!                 |                | 4 Février 2022        |
| 24 | Perturbation perturbante ! Le Passage Fantôme !          | 大波乱!魔界の門!!                         |                | 11 Février 2022       |
| 24 | Perturbation perturbante ! Le Passage Fantôme !          | 俺の相棒!エクストリームバトル!!           |                | 18 Février 2022       |
| 25 | L'Ultime Collision ! Dévastation et anneau de lumière !  | 大激突!爆撃と光輪!!                       |                | 25 Février 2022       |
| 25 | L'Ultime Collision ! Dévastation et anneau de lumière !  | 絆!バルトVSラシャド!!                     |                | 4 Mars 2022           |
| 26 | Prince contre Prince ! Ténèbres et lumière !             | 魔王デンジャラスVS覇王グレイテスト        |                | 11 Mars 2022          |
| 26 | Prince contre Prince ! Ténèbres et lumière !             | 爆裂!ファイナルバトル!!                   |                | 18 Mars 2022          |

### Beyblade Burst QuadStrike
| No | Titre français | Titre japonais | Titre japonais | Date de 1re diffusion |
| No | Titre français | Kanji          | Rōmaji         | Date de 1re diffusion |
| -- | -------------- | -------------- | -------------- | --------------------- |
| 1  |                |                |                |                       |
|    |                |                |                |                       |
| 2  |                |                |                |                       |
|    |                |                |                |                       |
| 3  |                |                |                |                       |
|    |                |                |                |                       |
| 4  |                |                |                |                       |
|    |                |                |                |                       |
| 5  |                |                |                |                       |
|    |                |                |                |                       |
| 6  |                |                |                |                       |
|    |                |                |                |                       |
| 7  |                |                |                |                       |
|    |                |                |                |                       |
| 8  |                |                |                |                       |
|    |                |                |                |                       |
| 9  |                |                |                |                       |
|    |                |                |                |                       |
| 10 |                |                |                |                       |
|    |                |                |                |                       |
| 11 |                |                |                |                       |
|    |                |                |                |                       |
| 12 |                |                |                |                       |
|    |                |                |                |                       |
| 13 |                |                |                |                       |
|    |                |                |                |                       |
| 14 |                |                |                |                       |
|    |                |                |                |                       |
| 15 |                |                |                |                       |
|    |                |                |                |                       |
| 16 |                |                |                |                       |
|    |                |                |                |                       |
| 17 |                |                |                |                       |
|    |                |                |                |                       |
| 18 |                |                |                |                       |
|    |                |                |                |                       |
| 19 |                |                |                |                       |
|    |                |                |                |                       |
| 20 |                |                |                |                       |
|    |                |                |                |                       |
| 21 |                |                |                |                       |
|    |                |                |                |                       |
| 22 |                |                |                |                       |
|    |                |                |                |                       |
| 23 |                |                |                |                       |
|    |                |                |                |                       |
| 24 |                |                |                |                       |
|    |                |                |                |                       |
| 25 |                |                |                |                       |
|    |                |                |                |                       |
| 26 |                |                |                |                       |
|    |                |                |                |                       |